# Escuelas budistas tempranas

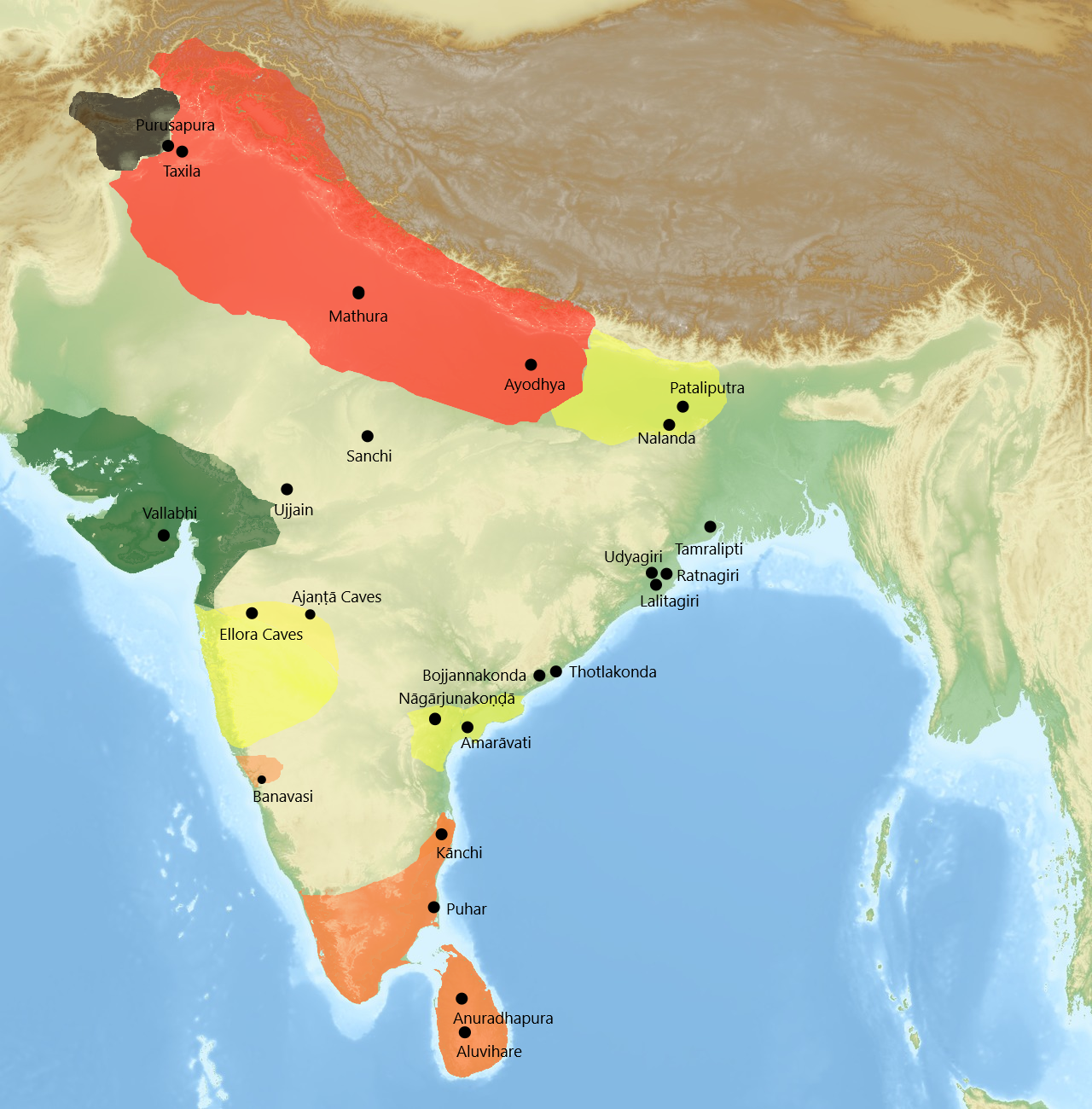
Mapa de los principales centros geográficos de las principales escuelas budistas del sur de Asia, aproximadamente en la época de la visita de Xuanzang en el siglo VII.
- Rojo: escuela no Pudgalavāda Sarvāstivāda
- Naranja: escuelas Vibhajyavāda no Dharmaguptaka
- Amarillo: Mahāsāṃghika
- Verde: Pudgalavāda
- Gris: Dharmaguptaka

Las escuelas budistas tempranas fueron las primeras divisiones dentro de la comunidad monástica budista (sangha) que ocurrieron en las etapas iniciales del budismo. Estas divisiones surgieron inicialmente por diferencias en las regulaciones del vinaya y evolucionaron posteriormente debido a discrepancias doctrinales y la separación geográfica de grupos de monjes. El sangha original se dividió en las escuelas budistas tempranas (generalmente se cree que son la Sthavira nikāya y la Mahāsāṃghika) durante o después del reinado de Aśoka. Posteriormente, estas primeras escuelas tempranas se dividieron aún más en escuelas como los Sarvāstivādins, los Dharmaguptakas y los Vibhajyavāda, y terminaron contando 18 o 20 escuelas según relatos tradicionales.
El material textual compartido por las primeras escuelas a menudo se denomina como escrituras budistas tempranas y son una fuente importante para comprender sus similitudes y diferencias doctrinales.

## Formación y desarrollo

### El primer concilio
Según las escrituras (Cullavagga XI.1 y siguientes), tres meses después del parinirvana de Gautama Buda, se celebró un concilio en Rajagaha (Rajgir) por algunos de sus discípulos que habían alcanzado el estado de arahant, presidido por Mahākāśyapa, uno de sus discípulos más antiguos, y con el apoyo del rey Ajātasattu, recitando las enseñanzas del Buda. Los relatos del concilio en las escrituras de las escuelas difieren en cuanto a lo que se recitó allí. Purāṇa dijo: "Venerables, bien recitadas por los sabios están el dhamma y el vinaya, pero de la misma manera que lo escuché en presencia del Iluminado, que lo recibí en su presencia, de esa misma manera lo guardaré en mi memoria". [Vinaya Pitaka: Cullavagga XI:1:11]. Según la tradición Theravāda, ante la vastedad de las enseñanzas y la carencia de textos o escritura, se distribuyó la responsabilidad de memorizarlas entre los maestros, monjes y discípulos ahí presentes, designando distintas partes a distintos grupos de monjes. Esta medida evitó cualquier conflicto sobre el contenido de las enseñanzas de Buda.
Algunos eruditos sostienen que el primer concilio en realidad no tuvo lugar.  

### Divergencia entre elSthaviravāday elMahāsāṃghika
La expansión de textos transmitidos oralmente en el budismo temprano, y las crecientes distancias entre las comunidades budistas, fomentaron la especialización y la identificación sectaria. Ocurrieron una o más disputas durante el reinado de Aśoka, Involucrando asuntos tanto doctrinales como disciplinarios (vinaya), y aunque estas pudieron ser demasiado informales para ser llamadas "concilios". En la época de Aśoka la escuela Sthavira ya se había dividido, en tres subescuelas doctrinalmente hablando, pero estas no se convirtieron en órdenes monásticas distintas o separadas, eso sucedió hasta más tarde.
Solo dos fuentes antiguas (el Dīpavaṃsa y la tercera lista de Bhavya) sitúan el primera cisma antes de Aśoka, y ninguna atribuye el priemer cisma a una disputa sobre la práctica del vinaya. Tanto Lamotte como Hirakawa mantienen que el primer cisma en la sangha budista ocurrió durante el reinado de Aśoka. Según el académico Collett Cox "la mayoría de los estudiosos estarían de acuerdo en que aunque las raíces de los grupos budistas reconocidos preceden a Aśoka, su separación real no ocurrió hasta después de su muerte." Según la tradición Theravāda, la división tuvo lugar en el Segundo concilio budista, que tuvo lugar en Vaishali, aproximadamente cien años después del parinirvana de Gautama Buda. Si bien el segundo concilio probablemente fue un evento histórico, las tradiciones sobre el segundo concilio son confusas y ambiguas. Según la tradición Theravada, el resultado general fue el primer cisma en la sangha, entre la Sthavira nikāya y la Mahāsāṃghika, aunque no todos están de acuerdo en cuál fue la causa de esta ruptura.
Las diversas divisiones dentro de la organización monástica coincidieron con la introducción y énfasis en la literatura abhidhammica por parte de algunas escuelas. Esta literatura era específica de cada escuela, y los argumentos y disputas entre las escuelas se basaban frecuentemente en estos escritos abhidhammicos. Sin embargo, las divisiones reales se basaban originalmente en desacuerdos sobre el vinaya (disciplina monástica), aunque más tarde, alrededor del año 100 EC o antes, podían basarse en desacuerdos doctrinales. El budismo presectario, sin embargo, no tenía escrituras abhidhammicas, excepto quizás un marco básico, y no todas las escuelas tempranas desarrollaron una literatura abhidhamma.

### Tercer concilio bajo Aśoka
Fuentes Theravādin afirman que, en el siglo III a. C., se convocó un tercer concilio bajo el patrocinio de Aśoka. Algunos académicos argumentan que hay ciertas características implausibles en el relato Theravādin que implican que el tercer concilio fue ahistórico. El resto lo considera un consejo puramente Theravāda Vibhajjavāda.
Según el relato Theravādin, este concilio fue convocado principalmente con el propósito de establecer una ortodoxia oficial. Durante el concilio, pequeños grupos plantearon preguntas sobre los detalles del vinaya y la interpretación de la doctrina. El presidente del concilio, Moggaliputta Tissa, compiló un libro, el Kathavatthu, que estaba destinado a refutar estos argumentos. El concilio respaldó a Moggaliputta y su versión del budismo como ortodoxa; luego fue adoptada por el emperador Aśoka como la religión oficial de su imperio. En pali, esta escuela o corriente de pensamientos se denominó Vibhajjavāda, literalmente "tesis de [aquellos que hacen] una distinción".
La distinción involucrada se refería a la existencia de fenómenos (dhamma) en el pasado, futuro y presente. La versión de las escrituras que se estableció en el tercer concilio, incluidos el Vinaya Pitaka, el Sutta Pitaka y el Abhidhamma Pitaka (colectivamente conocido como el "Tripiṭaka"), fue llevada a Sri Lanka por el hijo del emperador Aśoka, el Venerable Mahinda. Allí, finalmente se comprometió a escribir en idioma pali. El Canon Pali sigue siendo el conjunto más completo de escrituras Nikāya que perduran, aunque la mayor parte del canon Sarvāstivādin también sobrevive en la traducción china, algunas partes existen en traducciones tibetanas, y algunos fragmentos existen en manuscritos sánscritos, mientras que partes de varios cánones (a veces no identificados) existen en chino y también en otros dialectos indios como en gāndhārī pero muy fragmentados.

### Divisiones adicionales
Alrededor de la época de Aśoka comenzaron a ocurrir más divisiones dentro del movimiento budista y surgieron varias escuelas adicionales. Etienne Lamotte dividió las escuelas budistas tradicionales en tres tipos doctrinales principales:
1. Los "personalistas", como los Pudgalavādin, Vātsīputrīyas y Saṃmittīyas
2. Los "realistas", a saber, los Theravāda y Sarvāstivāda Ābhidharmikas
3. Los "nominalistas", por ejemplo, los Mahāsāṃghika, Prajñaptivādins, y posiblemente los Sthaviravadins no-Abhidharma.

Uno de ellos fue una facción del grupo Sthavira que se llamaban a sí mismos Vibhajjavādins. Una parte de este grupo fue transmitida a Sri Lanka y a ciertas áreas del sur de India, como Vanavasi en el suroeste y la región de Kañci en el sureste. Este grupo más tarde dejó de referirse específicamente a sí mismos como "Vibhajjavādins", pero volvieron a llamarse "Theriyas", en honor a los primeros Theras (Sthaviras). Más tarde, en algún momento antes del Dipavamsa siglo IV d. C., se adoptó el nombre Pali Theravāda y ha permanecido en uso desde entonces para este grupo.
Otros grupos incluían a los Sarvāstivāda, los Dharmaguptakas, los Saṃmitīya y los Pudgalavādins. Los Pudgalavādins también eran conocidos como Vatsiputrīyas por su supuesto fundador. Más tarde, este grupo se conoció como la escuela Sammitīya después de una de sus subdivisiones. Desapareció alrededor del siglo IX d. C.. No obstante, durante la mayor parte del período medieval temprano, la escuela Sammitīya fue numéricamente el grupo budista más grande en la India, con más seguidores que todas las demás escuelas combinadas. La escuela Sarvāstivādin fue más prominente en el noroeste de India y proporcionó algunas de las doctrinas que luego serían adoptadas por el Mahāyāna. Otro grupo vinculado a Sarvāstivāda fue la escuela Sautrāntika, que solo reconocía la autoridad de los sutras y rechazaba el abhidharma transmitido y enseñado por la facción Vaibhāṣika de Sarvāstivāda. Basado en consideraciones textuales, se ha sugerido que los Sautrāntikas eran en realidad seguidores de Mūlasarvāstivāda. Sin embargo, la relación entre Sarvāstivāda y Mūlasarvāstivāda no está clara. Todas estas primeras escuelas del budismo Nikāya en algún momento llegaron a ser conocidas colectivamente como "las dieciocho escuelas" en fuentes posteriores. Con la excepción del Theravāda, ninguna de estas primeras escuelas sobrevivió más allá del período medieval tardío, momento en el cual varias ya estaban extintas desde hacía mucho tiempo, aunque una cantidad considerable de la literatura canónica de algunas de estas escuelas ha sobrevivido, principalmente en traducción china. Además, los orígenes de las doctrinas específicamente Mahāyāna pueden discernirse en las enseñanzas de algunas de estas primeras escuelas, en particular en el Mahāsānghika y el Sarvāstivāda.
Las escuelas a veces se dividían por diferencias ideológicas sobre el "verdadero" significado de las enseñanzas en el Sutta Piṭaka, y a veces por desacuerdos sobre la correcta observancia del vinaya. Estas ideologías se convirtieron en grandes obras como los Abhidhammas y los comentarios. La comparación de las versiones existentes del Suttapiṭaka de varias sectas muestra evidencia de que las ideologías de los Abhidhammas a veces se introducían de nuevo en los Sutta piṭaka para apoyar las afirmaciones hechas en esos Abhidhammas.
Algunos de estos desarrollos pueden verse como elaboraciones posteriores de las enseñanzas. Según Gombrich, el literalismo no intencional fue una fuerza importante para el cambio en la historia doctrinal temprana del budismo. Esto significa que los textos se interpretaron prestando demasiada atención a las palabras precisas utilizadas y no lo suficiente a la intención del hablante, el espíritu del texto. Algunos desarrollos doctrinales posteriores en las primeras escuelas budistas muestran un literalismo escolástico, que es una tendencia a tomar las palabras y frases de textos anteriores (tal vez las propias palabras del Buda) de tal manera que se lean distinciones que nunca se pretendieron hacer.

## Nota
1. ↑  Gombrich, 1997, pp. 21–22: "También argumentaría que el literalismo no intencional ha sido una fuerza importante para el cambio en la historia doctrinal temprana del budismo. Los textos se han interpretado con demasiada atención a las palabras precisas utilizadas y no lo suficiente a la intención del hablante, el espíritu del texto. En particular, veo en algunos desarrollos doctrinales lo que llamo literalismo escolástico, que es una tendencia a tomar las palabras y frases de textos anteriores (tal vez las propias palabras del Buda) de tal manera que se lean distinciones que nunca se pretendieron hacer."